# Greeley Center (Nebraska)
Greeley Center település az Amerikai Egyesült Államok Nebraska államában, Greeley megyében, melynek megyeszékhelye is. Lakosainak száma 402 fő (2020. április 1.).

## Népesség
A település népességének változása:

| 2010 | 466 |
| 2020 | 402 |